# Diecéze Davenport
Diecéze Davenport (lat. Dioecesis Davenportensis, anglicky Diocese of Davenport) je římskokatolická diecéze rozkládající se na jihovýchodě státu Iowa. Založena byla v roce 1881 a společně s metropolitní arcidiecézí Dubuque a diecézemi Des Moines a Sioux City tvoří Církevní provincii Dubuque. Biskupství i katedrála Nejsvětějšího srdce se nacházejí ve městě Davenport, současným biskupem je od roku 2006 Martin John Amos.

## Základní data
Diecéze o rozloze 29 632 km² je rozdělena do 84 farností, které spravuje 109 diecézních a 2 řádových kněží a 44 trvalých jáhnů. Mezi 748 894 obyvateli je 104 419 (14 %) registrovaných katolíků.

## Historie
Diecéze Davenport byla založena papežem Lvem XIII. 14. června 1881. Jejím prvním biskupem byl John McMullen.

## Diecézní biskupové
1. Biskup John McMullen (1881–1883), zemřel v úřadu
2. Biskup Henry Cosgrove (1884–1906), zemřel v úřadu
3. Biskup James J. Davis (1906–1926), zemřel v úřadu
4. Biskup Henry Patrick Rohlman (1927–1944), jmenován arcibiskupem Dubuque
5. Biskup Ralph Leo Hayes (1944–1966), odešel do důchodu
6. Biskup Gerald Francis O’Keefe (1967–1993), odešel do důchodu
7. Biskup William Edwin Franklin (1994–2006), odešel do důchodu
8. Biskup Martin John Amos (od 2006)